# سبحيات (فصيلة)
السبحيات (بالإنجليزية: Streptococcaceae)‏ هي عائلة من البكتيريا موجبة غرام التي تنتمي لرتبة بكتيريا حمض اللبنيك. تشمل الأجناس التمثيلية النموذجية العصية اللبنية واللاكتوفم والبليباكتر والسبحية.